# 高唐县
高唐县是中国山东省聊城市所辖的一个县，1997年被命名為「中國書畫藝術之鄉」。縣內存有李苦禪紀念館、孫大石美術館，並誕生了包括孫瑛、李燕在內的當代書畫家。縣人民政府駐政通路。

## 行政区划
高唐县下辖3个街道办事处、9个镇：
鱼邱湖街道、汇鑫街道、人和街道、梁村镇、尹集镇、清平镇、固河镇、三十里铺镇、琉璃寺镇、赵寨子镇、姜店镇和杨屯镇。

## 人口
根据第七次全国人口普查结果，现将 2020 年 11 月 1 日零 时我县常住人口的基本情况公布如下:全县常住人口为 455193 人。与 2010 年第六次全国人口普查的 473422 人相比，十年共减少 18229 人，减少 3.85%，年平均增长率为-0.39%。

## 交通
- 105国道、 308国道过境。

## 名人
Category: 高唐人